# P/2017 S5 (ATLAS)
P/2017 S5 (ATLAS) — одна з комет типу комети Енке. Відкрита 27 вересня 2017 року за допомогою системи телескопів ATLAS. На момент відкриття мала зоряну величину 18,2m.